# Why Hasn't Everything Already Disappeared?
Why Hasn't Everything Already Disappeared? är Deerhunters åttonde studioalbum. Tre singlar släpptes från skivan, "Death in Midsummer" (30 oktober 2018), "Element" (6 december 2018) och "Plains" (9 januari 2019).

## Låtlista
Alla låtar är skrivna och komponerade av Bradford Cox, förutom "Tarnung" som skrevs av Lockett Pundt. 
| Nr           | Titel                   | Längd |
| ------------ | ----------------------- | ----- |
| 1.           | Death in Midsummer      | 4:22  |
| 2.           | No One’s Sleeping       | 4:26  |
| 3.           | Greenpoint Gothic       | 2:02  |
| 4.           | Element                 | 3:00  |
| 5.           | What Happens to People? | 4:16  |
| 6.           | Détournement            | 3:26  |
| 7.           | Futurism                | 2:52  |
| 8.           | Tarnung                 | 3:08  |
| 9.           | Plains                  | 2:13  |
| 10.          | Nocturne                | 6:25  |
| Total längd: | Total längd:            | 36:10 |